# Mouraz
Mouraz ist ein Ort und eine ehemalige Gemeinde (Freguesia) im portugiesischen Kreis Tondela. Die Gemeinde hatte 877 Einwohner (Stand 30. Juni 2011).
Am 29. September 2013 wurden die Gemeinden Mouraz und Vila Nova da Rainha zur neuen Gemeinde União das Freguesias de Mouraz e Vila Nova da Rainha zusammengeschlossen. Mouraz ist Sitz dieser neu gebildeten Gemeinde.